# Ueda Tatsuya
Tatsuya Ueda (上田竜也, Ueda Tatsuya), né le 4 octobre 1983, est un chanteur de J-pop faisant partie du boys band KAT-TUN.

## Profil
- Nom : Ueda Tatsuya (上田竜也)
- Surnom : Tat-chan, Uebo-hime, Uepi, Uepopu, Tatsu
- Date de naissance : 4 octobre 1983
- Lieu de naissance : Préfecture de Kanagawa, Japon
- Groupe sanguin : B
- Taille : 170.8 cm
- Entrée à la Johnny's Entertainment : juin 1998
- Groupe : KAT-TUN

## Filmographie sélective

### Cinéma
- 2013 : Kamikaze, le dernier assaut (永遠の0, Eien no zero?) de Takashi Yamazaki : Koyama

### Dramas
- 2009 : Konkatsu (婚カツ!?) de Masayuki Suzuki et Hiroki Hayama : Kuniyasu Umemiya
- 2011 : Runaways : Aisuru kimi no tame ni (ランナウェイ～愛する君のために?) de Yasuharu Ishii, Takeyoshi Yamamoto, Masahiro Sakai et Hideki Hori : Soraya Takimoto
- 2012 : Boys on the run (ボーイズ・オン・ザ・ラン?) de Jota Tsunehiro, Akihiro Karaki et Ken Higurashi : Ryu Ando
- 2017 : Shikaku tantei higurashi tabito (視覚探偵 日暮旅人?) de Yukihiko Tsutsumi : Kamekichi Tsuruta
- 2017 : Shinjuku Seven (新宿セブン?) de Michihito Fujii, Yasushi Ueda, Genta Sato et Daiden Yamauchi : Nanase
- 2019 : Setsuyaku Rock (節約ロック?) de Tadashi Mizuno, Atsushi Okamoto et Itaru Mizuno : Takao Matsumoto[1]